# Chivalry: Medieval Warfare
Chivalry: Medieval Warfare es un videojuego de acción multijugador desarrollado por Torn Banner Studios lanzado el 16 de octubre de 2012 como su primer título comercial. El juego está ambientado en un mundo ficticio medieval basado en el mod de Half-Life 2, Age of Chivalry.

## Jugabilidad

### Historia
Chivalry esta ambientado en el reino ficticio de Agatha, la historia esta contada a través de las "batallas" de los mapas (cuya victoria es definida por la habilidad de los jugadores para cumplir los objetivos puestos) y especialmente en el tutorial del juego, el manual de usuario y el "tráiler oficial de lore".
La historia narra como tres años antes de los eventos del juego, el rey Alfonso Argon unifica Agatha y tras seis meses de paz, reúne un su ejército para navegar a las extrañas tierras del sur, Tenosia, cuyos habitantes son considerados bárbaros y enemigos por los agathianos. Mientras esto ocurre el general más importante del ejército, Malric Terrowin, crea un grupo llamado la Orden de Mason , puesto que cuestiona el liderazgo de Argon. La cruzada a Tenosia sale mal, debido a la poca experiencia a las tierras desérticas de la región y haber subestimado al enemigo, teniendo como principal consecuencia la muerte del rey en batalla. Sin líderes, el general Malric reúne la Orden de Mason y vuelve a Agatha divulgando un posible contraataque tenosiano, muchos lo siguen, pero algunos leales se quedan atrás creyendo que el rey sigue vivo, estos liderados por el aguerrido Freydrid Kearn. Cuando los masones regresan a Agatha, Malric declara que solo él puede liderar Agatha, se gana la confianza de la plebe y mata a quienes se le oponen. Para cuando los leales Caballeros de Agatha aceptan la muerte del rey y regresan a Agatha declarando lealtad al sobrino de este, Danum Argon, se encuentran con los Masones en el poder, iniciando una guerra civil por el control de Agatha.

### Mecánicas
El juego hereda mecánicas de Age of Chivalry, siendo un juego de combate principalmente cuerpo a cuerpo, llevado a cabo desde una perspectiva de primera persona o tercera persona usando armas medievales. El juego también incorpora balistas, catapultas y aceite hirviendo estáticos ubicados para sitiar o defender. Los mapas están ambientados en castillos, sitios, y campiñas medievales, con diferentes modos  de juego, como todos contra todos o todos contra todos por equipos, captura la bandera etc. destacándose el modo de juego "objetivo del equipo" , donde los jugadores cumplen las tareas de defender o atacar (dependiendo del mapa y de la alineación del jugador), como por ejemplo civiles o una puerta durante un sitio. Los jugadores eligen una clase, los caballeros, hombres en armas, vanguardia o arqueros, cada uno con sus armas respectivas, ciertas habilidades y una cantidad de armadura que contrarresta la velocidad. En los modos de juego por equipos los jugadores eligen uno de los dos bandos, los Caballeros de Agatha (azules) y la Orden Masón(rojos). El juego es bastante violento y que se puede decapitar y desmembrar cuando los enemigos están moribundos.

## Desarrollo
El juego está basado en el mod libre para Half-Life 2.  El mod original fue creado usando el motor de juego Source del Half-Life 2, mientras Chivalry usa el Unreal Engine con el cual renovaron el sistema de combate e hicieron mejoras gráficas y de sonido. Los desarrolladores empezaron a producirlo en marzo de 2010 y fue anunciado con el nombre Chivalry Battle For Agatha el 17 de mayo de 2010, pero desde entonces se cambió al actual título. El 11 de marzo de 2011 se mostró una demo en la PaxEast y en junio de 2012 había entrado en fase Beta, hacia septiembre de 2012 fue financiado con éxito en Kickstarter sobrepasando los 50000$ que se tenía de meta y finalmente fue lanzado en Steam el 16 de octubre del mismo año, siendo el más vendido del mes.

### Contendido descargable
En noviembre de 2013 el juego entró en el soporte de modding de Steam Workshop añadiendo mapas y "skins" creados por la comunidad. Poco después tuvo un DLC basado en la serie de televisión Deadliest Warrior desarrollado junto con 345 Games (quienes publicaron el juego oficial de la serie para consolas de séptima generación) lanzado el 14 de noviembre, con las nuevas clases del samurái y el espartano, posteriormente se añadirían el pirata, el ninja, el vikingo y el caballero, cada uno con aspectos, habilidades y armas únicas.

## Recepción
El juego tuvo una recepción positiva de 79/100 por parte de Metacritic en PC, pero regular en consolas. Fue premiado como "Juego Indie del Año" por IndieDB. En ventas llegó a las 1.2 millones de copias en agosto de 2013, y en julio de 2014 alcanzó las 2 millones de copias vendidas.

###### Sucesor
El juego tuvo un sucesor espiritual llamado Arcane: Mirage Warfare estrenado el 27 de mayo de 2017 manteniendo la jugabilidad en primera y tercera persona y el combate cuerpo a cuerpo, pero añadiendo como novedad habilidades mágicas.